# آرثر دبليو. رايس
آرثر دبليو. رايس (بالإنجليزية: Arthur W. Rice) هو مهندس معماري أمريكي، ولد في 18 يوليو 1869 في Roxbury, Boston ‏ في الولايات المتحدة، وتوفي في 23 مارس 1938 في ميلتون في الولايات المتحدة.